# Shishou
Shishou (石首市S) è una città-contea della Cina, situata nella provincia di Hubei e amministrata dalla prefettura di Jingzhou.